# سوبرتون
سوبرتون (به انگلیسی: Soberton) یک روستا و محله مدنی در بریتانیا است که در وینچستر واقع شده‌است. سوبرتون ۲۱۸ نفر جمعیت دارد.